# District de Dali
 (février 2025).
Si vous disposez d'ouvrages ou d'articles de référence ou si vous connaissez des sites web de qualité traitant du thème abordé ici, merci de compléter l'article en donnant les références utiles à sa vérifiabilité et en les liant à la section « Notes et références ».
Pour les articles homonymes, voir Dali.
Le district de Dali (chinois traditionnel : 大里區 ; pinyin : Dàlǐ Qū) est un district du centre-ville de Taichung, à Taïwan.

## Nom
Le nom « Dali » vient du Tai-li-khit (chinois traditionnel : 大里杙 ; pe̍h-ōe-jī : Tāi-lí-khi̍t), où Tai-li fait référence aux aborigènes Hoanya et khit fait référence au toon d'un radeau de bambou.

## Histoire
Après la rétrocession de Taïwan du Japon à la république de Chine en 1945, Dali fut organisée en canton rural du comté de Taichung. Le 1er novembre 1993, Dali a été transformé en ville administrée par le comté en raison de sa population. Le 25 décembre 2010, le comté de Taichung a fusionné avec la ville de Taichung et Dali a été transformé en district de la ville.

## Divisions administratives
Tunghu, Xihu, Dali, Xinli, Guoguang, Shuwang, Xiangxing, Neixin, Zhongxin, Tungsheng, Dayuan, Jiatian, Renhua, Rende, Jianmin, Tucheng, Tungxing, Daming, Yonglong, Rixin, Xirong, Zhangrong, Jincheng, Liren, Lide, Xinren et le village de Ruicheng.

## Démographie

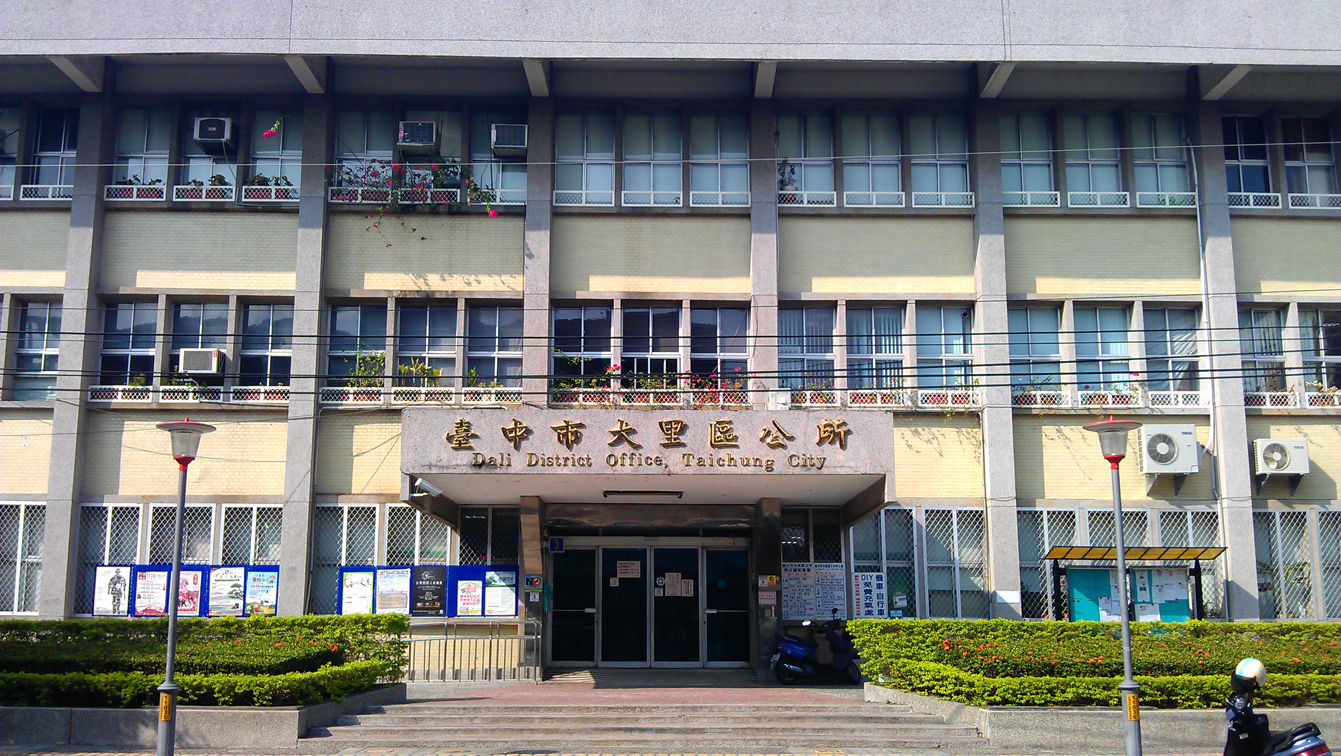
Bureau du district de Dali

- Population : 208 571 habitants (janvier 2023)
- Densité : 7 242 hab/km2

## Éducation
- Université des sciences et technologies de Hsiuping

## Économie
- Parc logiciel de Taichung
- Parc industriel de Dali

## Attractions touristiques
- Musée des arts de la fibre de Taichung
- Parc logiciel de Taichung Place d'art Dali
- Vieille rue Daliyi
- Temple Daliyifusinggong
- Glace au Taro de Mayfun
- Centre sportif civil de Dali de Taichung

## Transport
- NH3 (209)
- Route provinciale 3
- Route provinciale 63
- Route provinciale 74
- Route de comté no 129

## Hôpitaux
- Hôpital Jen-Ai
- Hôpital Bodhi
- Hôpital Wufeng Cheng Ching